# Diecezja Moshi
Diecezja Moshi – diecezja rzymskokatolicka  w Tanzanii. Powstała w 1910 jako wikariat apostolski Kilima-Njaro. Diecezja od 1953.

## Biskupi diecezjalni
- Marie-Joseph-Aloys Munsch,  † (1910–1922)
- Enrico Gogarty, C.S.Sp. † (1923–1931)
- Joseph James Byrne, C.S.Sp. † (1932–1959)
- Joseph Kilasara, C.S.Sp. † (1960–1966)
- Joseph Sipendi † (1968–1985)
- Amedeus Msarikie † (1986–2007)
- Isaac Amani Massawe (2007–2017)
- Ludovick Minde (od 2019)